# Loma-hegység
A Loma-hegység a nyugat-afrikai Sierra Leone legmagasabb hegysége, mely az ország északkeleti részén, a guineai határ mentén terül el.
Legmagasabb csúcsa a Mount Bintumani (1945 m). Itt található a Niger forrása[forrás?]. Területét már 1952-ben természetvédelmi területté nyilvánították, melyen a vadászat tilos. Területe 33 201 hektár.